# Zentralklinik Georgsheil

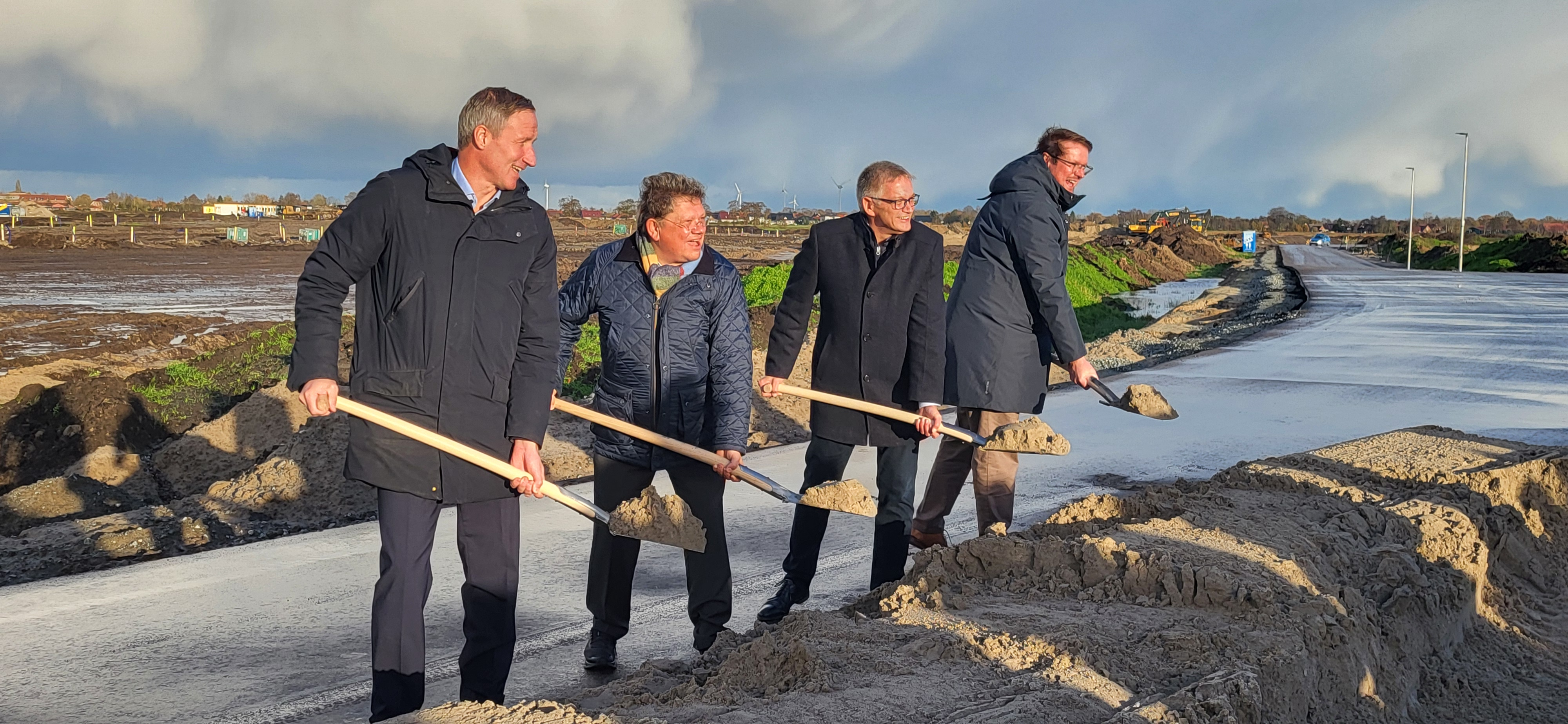
Erster Spatenstich, von links: Klinik-Geschäftsführer Dirk Balster, Niedersächsischer Gesundheitsminister Andreas Philippi, Landrat Landkreis Aurich Olaf Meinen, Oberbürgermeister Emden Tim Kruithoff

Die Zentralklinik Georgsheil, die ab 2026 Zentralklinik Ostfriesische Meere heißen soll, entsteht derzeit als größtes öffentliches Hochbauprojekt Ostfrieslands nahe dem Ortsteil Georgsheil der Gemeinde Südbrookmerland im Landkreis Aurich. Die Klinik liegt geografisch zentral zwischen den Städten Aurich, Emden und Norden und soll die drei dortigen Krankenhäuser ersetzen. Konkret handelt es sich um das vom Gesellschafter Stadt Emden vertretene Klinikum Emden sowie die bereits 2023 zum Gesundheitszentrum geschrumpfte Ubbo-Emmius-Klinik in Norden und die gleichnamige Klinik in Aurich unter dem Gesellschafter Landkreis Aurich. Der Betreiber will die zunächst versprochene Notfallversorgung an diesen drei Standorten nicht erhalten.
Bisher ist ungeklärt, ob die Zentralklinik darüber hinaus als einer von zukünftig acht statt bisher zwei niedersächsischen Maximalversorgern hochspezialisierte Behandlungen für die gesamte ostfriesische Halbinsel anbietet. Auf einem 37 Hektar großen Areal östlich der Uthwerdumer Straße sollen bis 2029 über 800 Betten verfügbar sein. Das Projekt wird in lokalen Politik kontrovers diskutiert und ist regelmäßig auf den Titelseiten der Printmedien präsent. 2019 fand dazu ein Bürgerentscheid statt, der den Bau einer Zentralklinik befürwortet, nachdem er 2017 zunächst abgelehnt worden war. Anfang 2025 gab der Betreiber bekannt, dass die Klinik nach dem Vogelschutzgebiet Ostfriesische Meere benannt werden soll.
Der vorläufige Kostenrahmen für den Klinikbau wurde 2019 auf 250 Millionen, Anfang 2022 auf 567 Millionen Ende 2023 auf 792 Millionen sowie zum Baustart Ende 2024 auf 822 Millionen Euro geschätzt. Mit der Bereitstellung von zunächst rund 148 der 460 Millionen Euro Fördersumme des Landes Niedersachsen ist das Projekt im Februar 2024 endgültig in die Phase der Realisierung eingetreten. Der Landkreis Aurich und die Stadt Emden sind mit jeweils rund 78 Millionen Euro beteiligt. Das Baufeld wurde freigemacht, alte Gebäude entfernt sowie neue Straßen, Gebäude und Gewässer angelegt. Der symbolische Erste Spatenstich fand am 18. November 2024 statt.

## Geschichte

### Vorstellung des Projektes

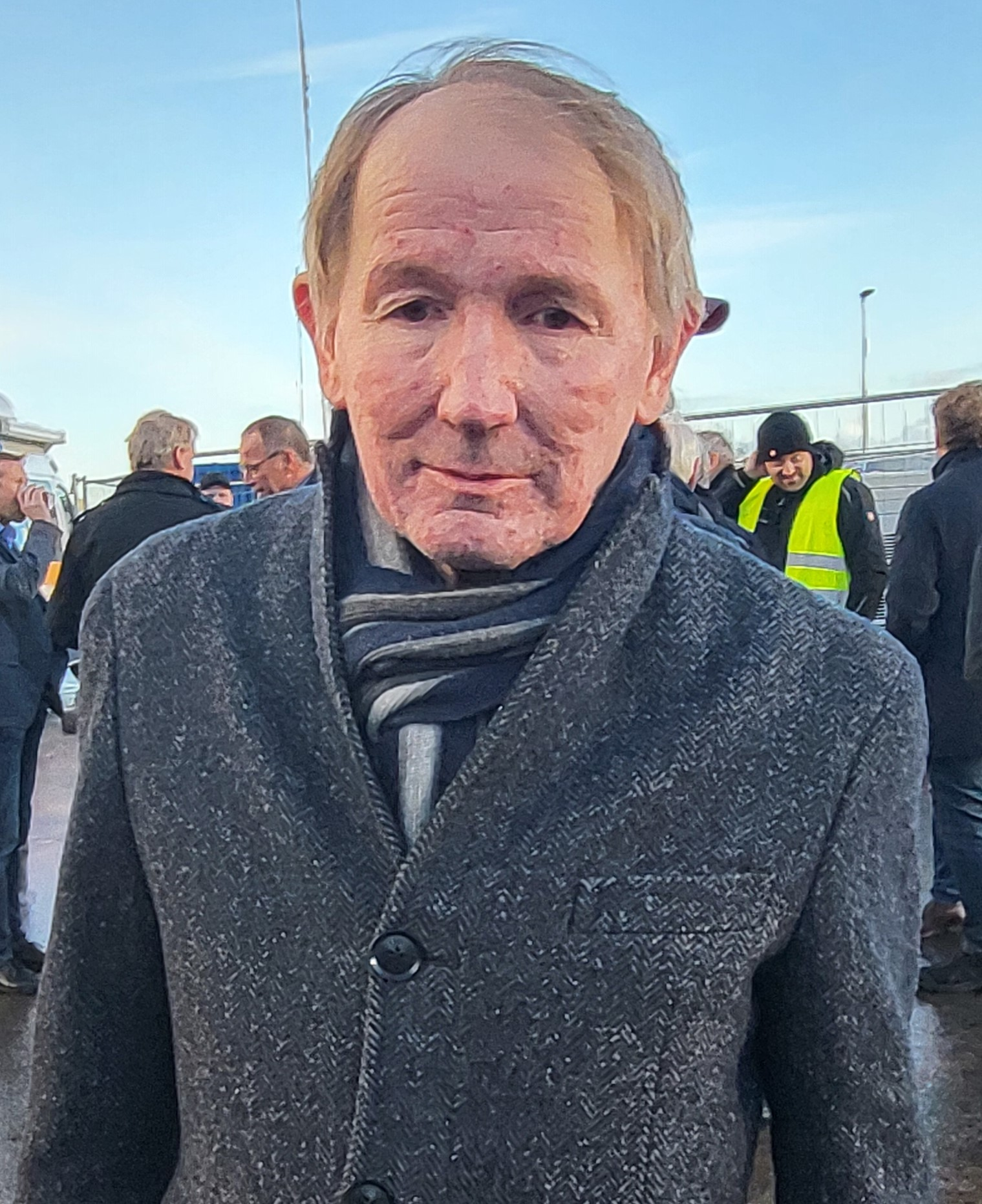
Der ehemalige Landrat des Landkreises Aurich Harm-Uwe Weber war einer der geistigen Väter der Zentralklinik

Anfang der 2010er wurde das Projekt Zentralklinik erstmals durch den damaligen Landrat des Landkreises Aurich Harm-Uwe Weber dem Kreistag sowie dem damaligen Oberbürgermeister der Stadt Emden Bernd Bornemann dem Stadtrat vorgestellt. Im Jahre 2013 kam das Projekt im Rahmen einer Pressekonferenz durch die Gesellschafter und die betroffenen Kliniken an die Öffentlichkeit. Alle Krankenhäuser sind mit 18 Millionen Euro jährlich stark defizitär, und eine Zentralklinik sei die wirtschaftlich alternativlose Lösung. Lediglich Notfallmedizin solle an den drei Standorten erhalten bleiben. Beide Parlamente beschlossen, eine erste „Machbarkeitsstudie Zentralkrankenhaus“ in Auftrag zu geben, in deren Ergebnis sie sich später bestätigt sahen. In der Presse wurde berichtet, dass sowohl die Klinikverwaltungen als auch deren Betriebsräte dem Projekt zustimmten. Die Trägergesellschaft Zentralklinikum Aurich-Emden-Norden mbH wurde gegründet.

### Erster Bürgerentscheid 2017
Als die Öffentlichkeit bemerkte, mit welcher Vehemenz die beiden Gesellschafter der betroffenen Kliniken das Projekt betrieben, organisierten sich in beiden Zuständigkeiten Gegner als „Aktionsbündnis Klinikerhalt“ mit einem gemeinsamen Internetauftritt „Ostfriesisches Klinik Journal“. Um weitere kostenintensive Planungen zu verhindern, strebten diese Organisationen einen Bürgerentscheid gegen die Zentralklinik an. Befürworterorganisationen ließen nicht auf sich warten und wollten einen entgegengesetzten Bürgerentscheid erwirken. Somit kam es zu einem sogenannten Windhundrennen. Die Formulierung derjenigen Gruppe, die als erste die nötige Unterschriftenanzahl zusammenbrachte, würde letztendlich zur Abstimmung stehen. Sowohl in Emden als auch im Landkreis Aurich gewannen die Gegner der Zentralklinik. Der Bürgerentscheid musste in beiden Zuständigkeiten getrennt erfolgen und fand schlussendlich am gleichen Tag statt. Ein Votum gegen die Zentralklinik in nur einer der beiden Zuständigkeiten hätte das Projekt zu Fall gebracht.
Am 11. Juni 2017 fand schließlich die Abstimmung statt. „Sind Sie dafür, dass das Klinikum Emden Hans-Susemihl-Krankenhaus GmbH mit den derzeitigen Fachabteilungen sowie seinen Medizinischen Versorgungszentren erhalten bleibt?“ wurde in Emden mit 61,9 % Ja- und 38,1 % Nein-Stimmen beschieden. In Aurich stimmten 45,5 % für und 54,5 % gegen die Formulierung: „Sollen die bestehenden Ubbo-Emmius-Kliniken an den Standorten Aurich und Norden erhalten bleiben?“ Die Ablehnung der Zentralklinik in Emden reichte, um das Projekt zu verhindern. Die Planungskosten summierten sich im August 2017 auf 4,4 Millionen Euro.

### Zweiter Bürgerentscheid 2019
Im folgenden Jahr 2018 wurde darüber diskutiert, wie Kostensenkungen durch eine verbesserte Zusammenarbeit der betroffenen drei Kliniken zu erreichen seien. Zu diesem Zweck fungiert die gemeinsame Trägergesellschaft jetzt auch als gemeinsame Leitungsebene der drei Kliniken. Zudem bekam sie den Namen ANEVITA.
Im gleichen Jahr wurde bekannt, dass die Bindefrist an das Bürgerbegehren für die beiden betroffenen Parlamente nach zwei Jahren am 6. Juni 2019 abläuft. Das eröffnete der Stadt Emden die Möglichkeit, entgegen dem Bürgerbegehren die Planungen für die Zentralklinik fortzusetzen. Mit einer Klage dagegen scheiterten deren Gegner beim Verwaltungsgericht Oldenburg. Anfang 2019 beschloss der Rat der Stadt Emden einen erneuten Bürgerentscheid für den 26. Mai 2019 mit der Fragestellung: „Sind Sie dafür, dass Ihre Stadt Emden unter Beibehaltung einer Rund-um-die-Uhr-Notfallversorgung in Emden gemeinsam mit dem Landkreis Aurich eine neue kommunale Klinik im Raum Georgsheil baut?“ Dieser wurde mit rund 54 Prozent Zustimmung positiv beschieden. Damit gilt der Bau einer Zentralklinik als befürwortet. Auch der Landkreis Aurich hält wie die Mehrheit seiner Bürger die Zentralklinik Georgsheil nach wie vor für die bessere Lösung.

## Planung
Am 1. November 2019 traten sowohl der neue Landrat des Landkreises Aurich Olaf Meinen als auch der neue Oberbürgermeister von Emden Tim Kruithoff ihr Amt an. Beide stehen dem Aufsichtsrat der gemeinsamen Trägergesellschaft ANEVITA vor und unterstützen wie ihre Vorgänger die Schaffung einer Zentralklinik.
Diesem Umstand und dem positiven Bürgerentscheid folgend soll diese Gesellschaft die Zusammenführung der drei Kliniken zur Zentralklinik betreiben und bewerben. Sie hat die Planungen in Abstimmung mit dem niedersächsischen Gesundheitsministerium aufgenommen und in Georgsheil ein 37 Hektar großes Areal östlich der Uthwerdumer Straße und nördlich der Bundesstraße 72/210, die hier Auricher Straße heißt, erworben. 2020 wurden die architektonischen Leistungen europaweit ausgeschrieben und die Detailplanungen durch das siegende Architekturbüro aufgenommen sowie im Frühjahr 2022 abgeschlossen. Die Errichtung begann im März 2024 mit der Baufeldfreimachung. Die Inbetriebnahme ist für 2028 anvisiert. Auf einer Nutzungsfläche von ca. 40.000 Quadratmetern soll Platz für mehr als 800 Betten entstehen.
Gegen den örtlichen Widerstand wurde am 1. Juli 2023 die Ubbo-Emmius-Klinik in Norden zu einem regionalen Gesundheitszentrum geschrumpft, das neben 122 Betten Psychiatrie und 25 somatischen Betten zusätzlich tagsüber an Werktagen eine Notfallambulanz unterhält.
Am 27. Februar 2024 übergab Gesundheitsminister Andreas Philippi die Bewilligung der ersten Tranche von 148 der 460 Millionen Euro Gesamtfördersumme an die Betreiber. In der Folge wurde eine erneute Entscheidung der kommunalen Vertretungen notwendig. Am 13. bzw. 17. Juni 2024 beschlossen der Rat der Stadt Emden und der Kreistag Aurich die Unterstützung für den nun auf 800 Millionen Euro geschätzten Klinikneubau. Emdens Oberbürgermeister Kruithoff bezeichnete diesen Schritt als Point of no Return.

## Errichtung

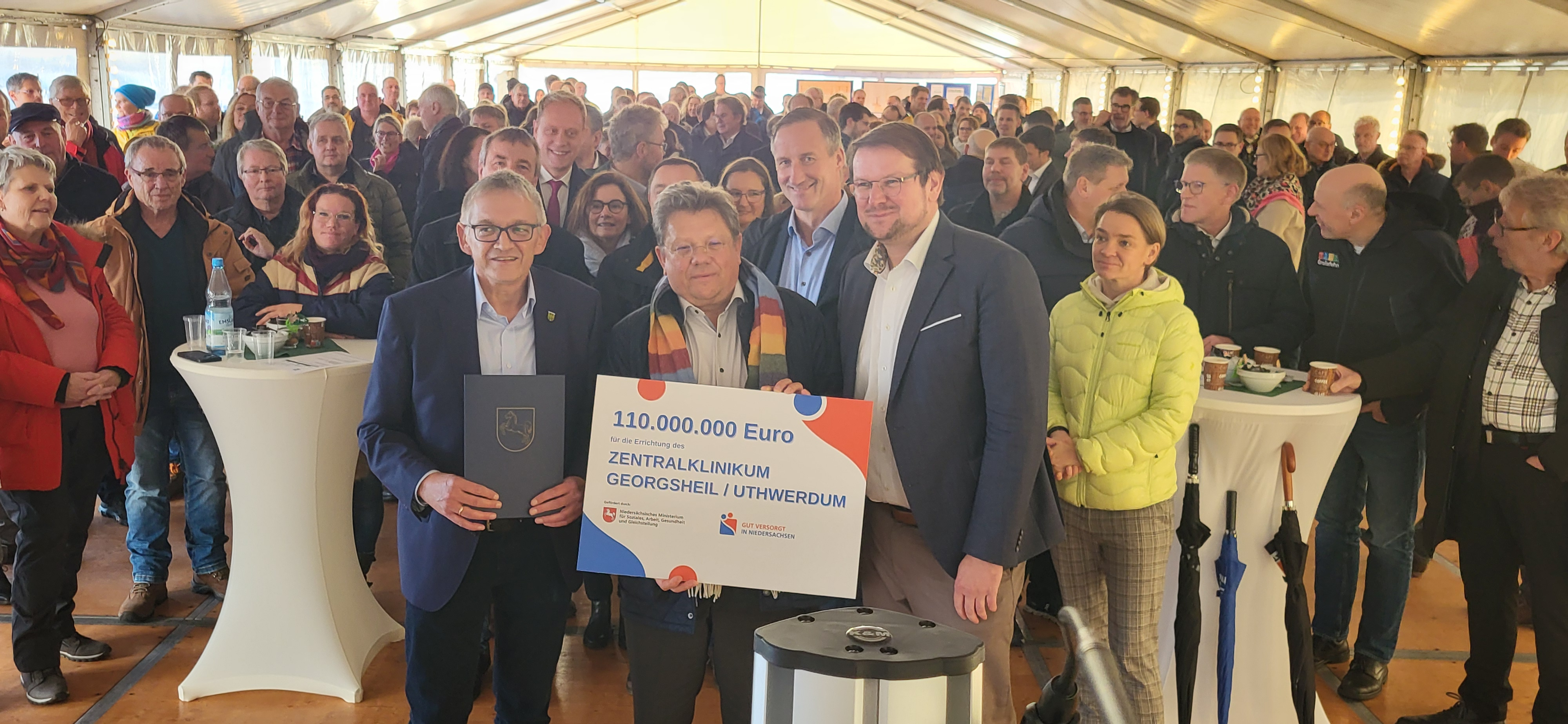
Der Niedersächsische Gesundheitsminister Andreas Philippi (Mitte) übergibt einen Förder-Scheck an den Landrat des Landkreises Aurich Olaf Meinen (links) und Emdens Oberbürgermeister Tim Kruithoff (rechts)

Nachdem seit März 2024 das Baugelände geräumt sowie erste Straßen, Gebäude und Gewässer angelegt wurden, fand am 18. November der symbolische Erste Spatenstich statt. Anlässlich dessen übergab Gesundheitsminister Andreas Philippi die Bewilligung der zweiten Förder-Tranche über 110 Millionen Euro.